# 충무로 (아산시)
충무로(Cheonan-daero)는 충청남도 아산시 온천동 역전삼거리와 아산시 둔포면 도계교를 잇는 충청남도의 도로이다.

## 주요 경유지
충청남도
- 아산시 (온천동 - 권곡동) 염치읍 - 음봉면 - 둔포면)

## 노선
| 이름                 | 접속 도로                                                              | 소재지        | 소재지                                                                        | 비고               |
| 중앙로와 직결        | 중앙로와 직결                                                          | 중앙로와 직결 | 중앙로와 직결                                                                 | 중앙로와 직결      |
| -------------------- | ---------------------------------------------------------------------- | ------------- | ----------------------------------------------------------------------------- | ------------------ |
| 역전삼거리           | 온천대로                                                               | 아산시        | 온양동                                                                        | 기점               |
| 아고오거리           | 번영로                                                                 | 아산시        | 온양동                                                                        |                    |
| 박물관사거리         | 문화로                                                                 | 아산시        | 온양동                                                                        |                    |
| 충무 교차로          | 곡교천로                                                               | 아산시        | 온양동                                                                        |                    |
| 충무교               |                                                                        | 아산시        | 온양동                                                                        |                    |
|                      | 염치읍                                                                 | 아산시        |                                                                               |                    |
| 송곡사거리           | 은행나무길                                                             | 아산시        |                                                                               |                    |
| 석정 교차로          | 국도 제39호선 국도 제45호선 지방도 제624호선 (온양순환로) (이순신대로) | 아산시        | 국도 제45호선 구간                                                            |                    |
| 석정교 방현교        |                                                                        | 아산시        | 국도 제45호선 구간                                                            |                    |
| 방수사거리           | 염치로 충무로358번길                                                   | 아산시        | 국도 제45호선 구간                                                            |                    |
| 방현사거리           | 방현동길 방현서길                                                      | 아산시        | 국도 제45호선 구간                                                            |                    |
| 동정삼거리           | 동정길                                                                 | 아산시        | 국도 제45호선 구간                                                            |                    |
| 동천2교 삼거교       |                                                                        | 아산시        | 국도 제45호선 구간                                                            | 음봉면             |
| 음봉 교차로          | 지방도 제628호선 (음봉로) (아산온천로)                                 | 아산시        | 국도 제45호선 구간 국가지원지방도 제70호선 구간                               | 음봉면             |
| 어르목터널           |                                                                        | 아산시        | 국도 제45호선 구간 국가지원지방도 제70호선 구간 상행 연장 728m 하행 연장 680m | 음봉면             |
| 원남 교차로 (원남교) | 국가지원지방도 제70호선 (연암율금로)                                   | 아산시        | 국도 제45호선 구간 국가지원지방도 제70호선 구간                               | 음봉면             |
| 오리골삼거리         | 충무로1181번길                                                         | 아산시        | 둔포면                                                                        | 국도 제45호선 구간 |
| 봉재교               |                                                                        | 아산시        | 둔포면                                                                        | 국도 제45호선 구간 |
| 봉재삼거리           | 봉신로                                                                 | 아산시        | 둔포면                                                                        | 국도 제45호선 구간 |
| 산전사거리           | 관용로 해위안길                                                        | 아산시        | 둔포면                                                                        | 국도 제45호선 구간 |
| 관대삼거리           | 관대길                                                                 | 아산시        | 둔포면                                                                        | 국도 제45호선 구간 |
| 관대복지사거리       | 해위길                                                                 | 아산시        | 둔포면                                                                        | 국도 제45호선 구간 |
| 관터사거리           | 관대길                                                                 | 아산시        | 둔포면                                                                        | 국도 제45호선 구간 |
| 관터삼거리           | 관대길                                                                 | 아산시        | 둔포면                                                                        | 국도 제45호선 구간 |
| 관대교               |                                                                        | 아산시        | 둔포면                                                                        | 국도 제45호선 구간 |
| 둔포 교차로          | 국도 제34호선 국도 제45호선 (장영실로)                                 | 아산시        | 둔포면                                                                        | 국도 제45호선 구간 |
| 시포사거리           | 아산호로 둔포로                                                        | 아산시        | 둔포면                                                                        |                    |
| 둔포교               |                                                                        | 아산시        | 둔포면                                                                        |                    |
| 운용 교차로          | 국도 제45호선 (장영실로)                                               | 아산시        | 둔포면                                                                        |                    |
| 능안사거리           | 석근길                                                                 | 아산시        | 둔포면                                                                        |                    |
| 운용 교차로          | 국도 제34호선 (삼사로)                                                 | 아산시        | 둔포면                                                                        |                    |
| 군계교               |                                                                        | 아산시        | 둔포면                                                                        |                    |
| 신방로와 직결        |                                                                        |               |                                                                               |                    |

## 주요 건물 및 시설
- 올리브영 아산점 (충무로 5/온양1동 91-3)
- 아트박스 아산점 (충무로 3/온양1동 91-5)
- 박종필 성형외과의원 (충무로 4/온양1동 86-13)
- 삼성 한의원 (충무로 8/온양1동 86-17)
- 김남혁 의원 (충무로 6/온양1동 86-15)
- 찰스리 헤어테크 아산점 (충무로 5/온양1동 91-3)
- 치르치르 온양온천점 (충무로 8/온양1동 86-14)
- 아산 종합약국(충무로 9/온양1동 90-2)
- KB국민은행온양점 (충무로 12/온양1동 85-12)
- 유림서적 (충무로 11/온양1동 90-1)
- 김안과 의원 (충무로 14/온양1동 85-11)
- 아산 축산농협 온천지점(충무로 15/온양1동 89-4)
- 다모아 약국 (충무로 16/온양1동 85-4)
- EG임안과 의원 (충무로 22/온양1동 300-24)
- 이즈 치과의원 아산점 (충무로 22/온양1동 300-24)
- 이마트 24아산온양온천점 (충무로 22/온양1동 300-24)
- 온양온천 시장공영주차타워 (충무로 25/온양1동 94-10)
- 김병모내과 의원(충무로 26/온양1동 300-21)
- 맥도날드 아산DT점(충무로 37/온양1동 36-28)
- 종합타이어 백화점(충무로 66/권곡동 544-6)
- GS25아산충무점 (충무로 70/권곡동 544-1)
- 리더스 아산병원 (충무로 74/권곡동 540-2)
- 타이어 프로 온양온천점 (충무로 76/권곡동 540-1)
- LX한국국토관리정보공사 아산지사 (충무로 80/권곡동 540-17)
- KT아산지사 (충무로 93/ 권곡동 443-24)
- KT&G아산지점 (충무로 100/ 524-13)
- 온양민속박물관 (충무로 123/ 권곡동 403-1)
- 이마트24 (충무로 150/ 권곡동 390-9)